# Herb Byczyny
Herb Byczyny – jeden z symboli miasta Byczyna i gminy Byczyna w postaci herbu.

## Wygląd i symbolika

Herb Byczyny w latach 2002-2016

Herb przedstawia w polu srebrnym czerwony mur miejski z dwoma wieżami o błękitnych dachach.

## Historia
W latach 2002–2016 obowiązywał herb, o nieco odmiennym rysunku niż zaprojektowany przez Marka Adamczewskiego i obowiązujący od 31 marca 2016.